# Алфесибея (дочь Фегея)
Алфесибея (др.-греч. Ἀλφεσίβοια) — персонаж древнегреческой мифологии Дочь Фегея, жена Алкмеона. Отомстила братьям за смерть мужа.
По другим авторам, её звали Арсиноя. Укоряла своих братьев за убийство Алкмеона, тогда они посадили её в сундук, отнесли в Тегею и отдали в рабство Агапенору.
Действующее лицо трагедий Ахея Эретрийского, Херемона и Акция «Алфесибея», поэмы Тимофея «Алфесибея», Феодекта «Алкмеон».
- См. Софокл, фр.880 Радт из неизвестной драмы.